# Gran Premio di superbike di Mandalika 2021
Il Gran Premio di superbike di Mandalika 2021 è stato la tredicesima ed ultima prova del mondiale superbike del 2021. Nello stesso fine settimana si è corsa la dodicesima ed ultima prova del campionato mondiale Supersport. Per la prima volta si corre nel circuito di Mandalika, inaugurato proprio in occasione di questo GP. Non è la prima volta però che i campionati mondiali per motociclette derivate dalla produzione di serie si corrono in Indonesia, infatti dalla stagione 1994 a quella 1997 si corse la prova indonesiana presso il circuito di Sentul.
A causa di un temporale, gara 1, prevista come da programma il 20 novembre, viene spostata al giorno successivo, con conseguente cancellazione della gara superpole.
Entrambe le gare, per quel che concerne il mondiale Superbike, sono state vinte da Jonathan Rea, nonostante ciò il titolo piloti viene vinto, già al termine della prima gara, dal pilota turco Toprak Razgatlıoğlu.
Già assegnato a Dominique Aegerter il titolo piloti del mondiale Supersport, le due gare svoltesi in questa occasione vengono vinte da Raffaele De Rosa e da Jules Cluzel. Per De Rosa si tratta della prima vittoria della sua carriera in una gara iridata.

## Superbike gara 1

### Arrivati al traguardo
| Pos. | Nº | Pilota                | Squadra                  | Motocicletta         | Giri | Tempo     | Griglia | Punti |
| ---- | -- | --------------------- | ------------------------ | -------------------- | ---- | --------- | ------- | ----- |
| 1º   | 1  | Jonathan Rea          | Kawasaki Racing          | Kawasaki ZX-10RR     | 20   | 32'12.219 | 2º      | 25    |
| 2º   | 54 | Toprak Razgatlıoğlu   | Pata Yamaha with Brixx   | Yamaha YZF R1        | 20   | +0.670    | 1º      | 20    |
| 3º   | 45 | Scott Redding         | Aruba.it Racing - Ducati | Ducati Panigale V4 R | 20   | +2.155    | 3º      | 16    |
| 4º   | 55 | Andrea Locatelli      | Pata Yamaha with Brixx   | Yamaha YZF R1        | 20   | +7.644    | 5º      | 13    |
| 5º   | 47 | Axel Bassani          | Motocorsa Racing         | Ducati Panigale V4 R | 20   | +8.133    | 7º      | 11    |
| 6º   | 60 | Michael van der Mark  | BMW Motorrad             | BMW M 1000 RR        | 20   | +9.809    | 9º      | 10    |
| 7º   | 19 | Álvaro Bautista       | Team HRC                 | Honda CBR1000 RR-R   | 20   | +13.949   | 8º      | 9     |
| 8º   | 7  | Chaz Davies           | Team GoEleven            | Ducati Panigale V4 R | 20   | +14.059   | 11º     | 8     |
| 9º   | 36 | Leandro Mercado       | MIE Racing Honda Racing  | Honda CBR1000 RR-R   | 20   | +22.907   | 10º     | 7     |
| 10º  | 66 | Tom Sykes             | BMW Motorrad             | BMW M 1000 RR        | 20   | +25.525   | 6º      | 6     |
| 11º  | 31 | Garrett Gerloff       | GRT Yamaha               | Yamaha YZF R1        | 20   | +25.609   | 4º      | 5     |
| 12º  | 21 | Michael Ruben Rinaldi | Aruba.it Racing - Ducati | Ducati Panigale V4 R | 20   | +26.267   | 14º     | 4     |
| 13º  | 32 | Isaac Viñales         | Orelac Racing VerdNatura | Kawasaki ZX-10RR     | 20   | +27.168   | 13º     | 3     |
| 14º  | 76 | Samuele Cavalieri     | Barni Racing             | Ducati Panigale V4 R | 20   | +43.748   | 15º     | 2     |
| 15º  | 3  | Kōta Nozane           | GRT Yamaha               | Yamaha YZF R1        | 20   | +50.244   | 16º     | 1     |

### Ritirati
| Nº | Pilota             | Squadra                         | Motocicletta     | Giri | Griglia |
| -- | ------------------ | ------------------------------- | ---------------- | ---- | ------- |
| 23 | Christophe Ponsson | Gil Motor Sport-Yamaha          | Yamaha YZF R1    | 14   | 12º     |
| 53 | Esteve Rabat       | Kawasaki Puccetti Racing        | Kawasaki ZX-10RR | 9    | 17º     |
| 15 | Oliver König       | Outdo TPR Team Pedercini Racing | Kawasaki ZX-10RR | 1    | 18º     |

## Superbike gara 2

### Arrivati al traguardo
| Pos. | Nº | Pilota               | Squadra                  | Motocicletta         | Giri | Tempo     | Griglia | Punti |
| ---- | -- | -------------------- | ------------------------ | -------------------- | ---- | --------- | ------- | ----- |
| 1º   | 1  | Jonathan Rea         | Kawasaki Racing          | Kawasaki ZX-10RR     | 12   | 20'53.598 | 2º      | 25    |
| 2º   | 45 | Scott Redding        | Aruba.it Racing - Ducati | Ducati Panigale V4 R | 12   | +0.283    | 3º      | 20    |
| 3º   | 60 | Michael van der Mark | BMW Motorrad             | BMW M 1000 RR        | 12   | +7.437    | 9º      | 16    |
| 4º   | 54 | Toprak Razgatlıoğlu  | Pata Yamaha with Brixx   | Yamaha YZF R1        | 12   | +10.641   | 1º      | 13    |
| 5º   | 66 | Tom Sykes            | BMW Motorrad             | BMW M 1000 RR        | 12   | +21.707   | 6º      | 11    |
| 6º   | 31 | Garrett Gerloff      | GRT Yamaha               | Yamaha YZF R1        | 12   | +24.555   | 4º      | 10    |
| 7º   | 3  | Kōta Nozane          | GRT Yamaha               | Yamaha YZF R1        | 12   | +27.772   | 16º     | 9     |
| 8º   | 55 | Andrea Locatelli     | Pata Yamaha with Brixx   | Yamaha YZF R1        | 12   | +29.481   | 5º      | 8     |
| 9º   | 32 | Isaac Viñales        | Orelac Racing VerdNatura | Kawasaki ZX-10RR     | 12   | +38.615   | 13º     | 7     |
| 10º  | 19 | Álvaro Bautista      | Team HRC                 | Honda CBR1000 RR-R   | 12   | +47.233   | 8º      | 6     |
| 11º  | 23 | Christophe Ponsson   | Gil Motor Sport-Yamaha   | Yamaha YZF R1        | 12   | +50.369   | 12º     | 5     |
| 12º  | 7  | Chaz Davies          | Team GoEleven            | Ducati Panigale V4 R | 12   | +50.591   | 11º     | 4     |
| 13º  | 53 | Esteve Rabat         | Kawasaki Puccetti Racing | Kawasaki ZX-10RR     | 12   | +53.099   | 17º     | 3     |
| 14º  | 76 | Samuele Cavalieri    | Barni Racing             | Ducati Panigale V4 R | 12   | +1'00.069 | 15º     | 2     |

### Ritirati
| Nº | Pilota                | Squadra                  | Motocicletta         | Giri | Griglia |
| -- | --------------------- | ------------------------ | -------------------- | ---- | ------- |
| 21 | Michael Ruben Rinaldi | Aruba.it Racing - Ducati | Ducati Panigale V4 R | 11   | 14º     |
| 47 | Axel Bassani          | Motocorsa Racing         | Ducati Panigale V4 R | 3    | 7º      |
| 36 | Leandro Mercado       | MIE Racing Honda Racing  | Honda CBR1000 RR-R   | 2    | 10º     |

## Supersport gara 1

### Arrivati al traguardo
| Pos. | Nº | Pilota              | Squadra                           | Motocicletta   | Giri | Tempo     | Griglia | Punti |
| ---- | -- | ------------------- | --------------------------------- | -------------- | ---- | --------- | ------- | ----- |
| 1º   | 3  | Raffaele De Rosa    | Orelac Racing VerdNatura          | Kawasaki ZX-6R | 19   | 31'47.962 | 4º      | 25    |
| 2º   | 77 | Dominique Aegerter  | Ten Kate Racing Yamaha            | Yamaha YZF R6  | 19   | +0.105    | 1º      | 20    |
| 3º   | 94 | Federico Caricasulo | VFT Racing                        | Yamaha YZF R6  | 19   | +3.108    | 3º      | 16    |
| 4º   | 16 | Jules Cluzel        | GMT94 Yamaha                      | Yamaha YZF R6  | 19   | +3.671    | 13º     | 13    |
| 5º   | 81 | Manuel González     | Yamaha ParkinGo                   | Yamaha YZF R6  | 19   | +4.312    | 2º      | 11    |
| 6º   | 4  | Steven Odendaal     | Evan Bros. Yamaha                 | Yamaha YZF R6  | 19   | +6.054    | 9º      | 10    |
| 7º   | 61 | Can Öncü            | Kawasaki Puccetti Racing          | Kawasaki ZX-6R | 19   | +6.247    | 8º      | 9     |
| 8º   | 21 | Randy Krummenacher  | CM Racing                         | Yamaha YZF R6  | 19   | +8.778    | 5º      | 8     |
| 9º   | 38 | Hannes Soomer       | Kallio Racing                     | Yamaha YZF R6  | 19   | +9.288    | 12º     | 7     |
| 10º  | 56 | Péter Sebestyén     | Evan Bros. Yamaha                 | Yamaha YZF R6  | 19   | +18.714   | 10º     | 6     |
| 11º  | 40 | Unai Orradre        | Yamaha MS Racing                  | Yamaha YZF R6  | 19   | +24.574   | 11º     | 5     |
| 12º  | 5  | Philipp Öttl        | Kawasaki Puccetti Racing          | Kawasaki ZX-6R | 19   | +33.358   | 7º      | 4     |
| 13º  | 28 | Glenn van Straalen  | EAB Racing                        | Yamaha YZF R6  | 19   | +34.997   | 19º     | 3     |
| 14º  | 74 | Andrés González     | VFT Racing                        | Yamaha YZF R6  | 19   | +43.938   | 15º     | 2     |
| 15º  | 31 | Daniel Valle        | Yamaha MS Racing                  | Yamaha YZF R6  | 19   | +56.365   | 16º     | 1     |
| 16º  | 64 | Jeffrey Buis        | G.A.P. Motozoo Racing by Puccetti | Kawasaki ZX-6R | 19   | +1'24.326 | 20º     |       |

### Ritirati
| Nº | Pilota                | Squadra                 | Motocicletta     | Giri | Griglia |
| -- | --------------------- | ----------------------- | ---------------- | ---- | ------- |
| 66 | Niki Tuuli            | MV Agusta Corse Clienti | MV Agusta F3 675 | 11   | 6º      |
| 95 | Vertti Takala         | Kallio Racing           | Yamaha YZF R6    | 9    | 18º     |
| 55 | Galang Hendra Pratama | Ten Kate Racing Yamaha  | Yamaha YZF R6    | 9    | 17º     |
| 71 | Christoffer Bergman   | Wojcik Racing           | Yamaha YZF R6    | 8    | 14º     |

## Supersport gara 2

### Arrivati al traguardo
| Pos. | Nº | Pilota                | Squadra                           | Motocicletta     | Giri | Tempo     | Griglia | Punti |
| ---- | -- | --------------------- | --------------------------------- | ---------------- | ---- | --------- | ------- | ----- |
| 1º   | 16 | Jules Cluzel          | GMT94 Yamaha                      | Yamaha YZF R6    | 19   | 30'57.804 | 13º     | 25    |
| 2º   | 66 | Niki Tuuli            | MV Agusta Corse Clienti           | MV Agusta F3 675 | 19   | +0.419    | 6º      | 20    |
| 3º   | 77 | Dominique Aegerter    | Ten Kate Racing Yamaha            | Yamaha YZF R6    | 19   | +0.640    | 1º      | 16    |
| 4º   | 94 | Federico Caricasulo   | VFT Racing                        | Yamaha YZF R6    | 19   | +0.714    | 3º      | 13    |
| 5º   | 3  | Raffaele De Rosa      | Orelac Racing VerdNatura          | Kawasaki ZX-6R   | 19   | +1.802    | 4º      | 11    |
| 6º   | 61 | Can Öncü              | Kawasaki Puccetti Racing          | Kawasaki ZX-6R   | 19   | +6.922    | 8º      | 10    |
| 7º   | 38 | Hannes Soomer         | Kallio Racing                     | Yamaha YZF R6    | 19   | +11.873   | 12º     | 9     |
| 8º   | 21 | Randy Krummenacher    | CM Racing                         | Yamaha YZF R6    | 19   | +12.659   | 5º      | 8     |
| 9º   | 5  | Philipp Öttl          | Kawasaki Puccetti Racing          | Kawasaki ZX-6R   | 19   | +13.807   | 7º      | 7     |
| 10º  | 56 | Péter Sebestyén       | Evan Bros. Yamaha                 | Yamaha YZF R6    | 19   | +19.522   | 10º     | 6     |
| 11º  | 95 | Vertti Takala         | Kallio Racing                     | Yamaha YZF R6    | 19   | +20.007   | 18º     | 5     |
| 12º  | 40 | Unai Orradre          | Yamaha MS Racing                  | Yamaha YZF R6    | 19   | +28.530   | 11º     | 4     |
| 13º  | 55 | Galang Hendra Pratama | Ten Kate Racing Yamaha            | Yamaha YZF R6    | 19   | +37.296   | 17º     | 3     |
| 14º  | 74 | Andrés González       | VFT Racing                        | Yamaha YZF R6    | 19   | +52.763   | 15º     | 2     |
| 15º  | 64 | Jeffrey Buis          | G.A.P. Motozoo Racing by Puccetti | Kawasaki ZX-6R   | 19   | +1'14.962 | 20º     | 1     |

### Ritirati
| Nº | Pilota             | Squadra           | Motocicletta  | Giri | Griglia |
| -- | ------------------ | ----------------- | ------------- | ---- | ------- |
| 4  | Steven Odendaal    | Evan Bros. Yamaha | Yamaha YZF R6 | 14   | 9º      |
| 28 | Glenn van Straalen | EAB Racing        | Yamaha YZF R6 | 13   | 19º     |
| 31 | Daniel Valle       | Yamaha MS Racing  | Yamaha YZF R6 | 7    | 16º     |
| 81 | Manuel González    | Yamaha ParkinGo   | Yamaha YZF R6 | 1    | 2º      |